# Hô Chi Minh-Ville Télé
Hô Chi Minh-Ville Télévision (vietnamien : Đài Truyền hình Thành phố Hồ Chí Minh) ou Hô Chi Minh-Ville Télé est une chaîne de télévision relevant du Comité populaire de Hô Chi Minh-Ville. C'est la première chaîne de télévision au Viêt Nam.
Anciennement connue sous le nom de Télé-Saïgon - Voix du peuple de Saïgon - Gia Dinh, la première émission était à 19 heures le 1er mai 1975,,. Avant cela, la station s'appelait Télé-Viêt Nam, en direct sous le ministère des Affaires civiles de la République du Vietnam , diffusée pour la première fois en 1965 et a cessé ses activités le 29 avril 1975.
HTV est actuellement le groupe multimédia leader et le plus important du système de télévision vietnamien et en termes d'audience dans la région sud. Avec de nombreux succès et sauts de développement, HTV est devenue une chaîne de télévision influente non seulement au Vietnam mais aussi dans la région, répondant aux besoins d'information nationaux et étrangers. Actuellement, la station dispose de 2 chaînes de diffusion, HTV 7, HTV 9 et 16 chaînes payantes, à savoir HTV 1, HTV 2, HTV 3, HTV Key, HTV Sports, HTV Co.op et des chaînes de télévision sous le système HTVC.